# Dual (azienda)
Dual fu un'azienda tedesca di elettronica fondata nel 1907. Fu la più grande azienda produttrice di giradischi del mondo, arrivando a impiegare 3000 dipendenti. Il marchio rimane ad opera di DGC GmbH a Landsberg am Lech.

## Storia
Christian Steidinger (1873–1937) fonda un'azienda nel 1900 a St. Georgen commerciante in componentistica per orologi. Il fratello maggiore Josef Steidinger (1867–1925) ha un'attività di albergatore a St. Georgen. Il 1º febbraio 1907 fondano a St. Georgen la „Gebrüder Steidinger – Fabrik für Feinmechanik“, meccanica fine per orologeria e iniziano a occuparsi anche di grammofoni. In breve diedero lavoro a 25 dipendenti.

### Steidinger / Dual (1911–1982)

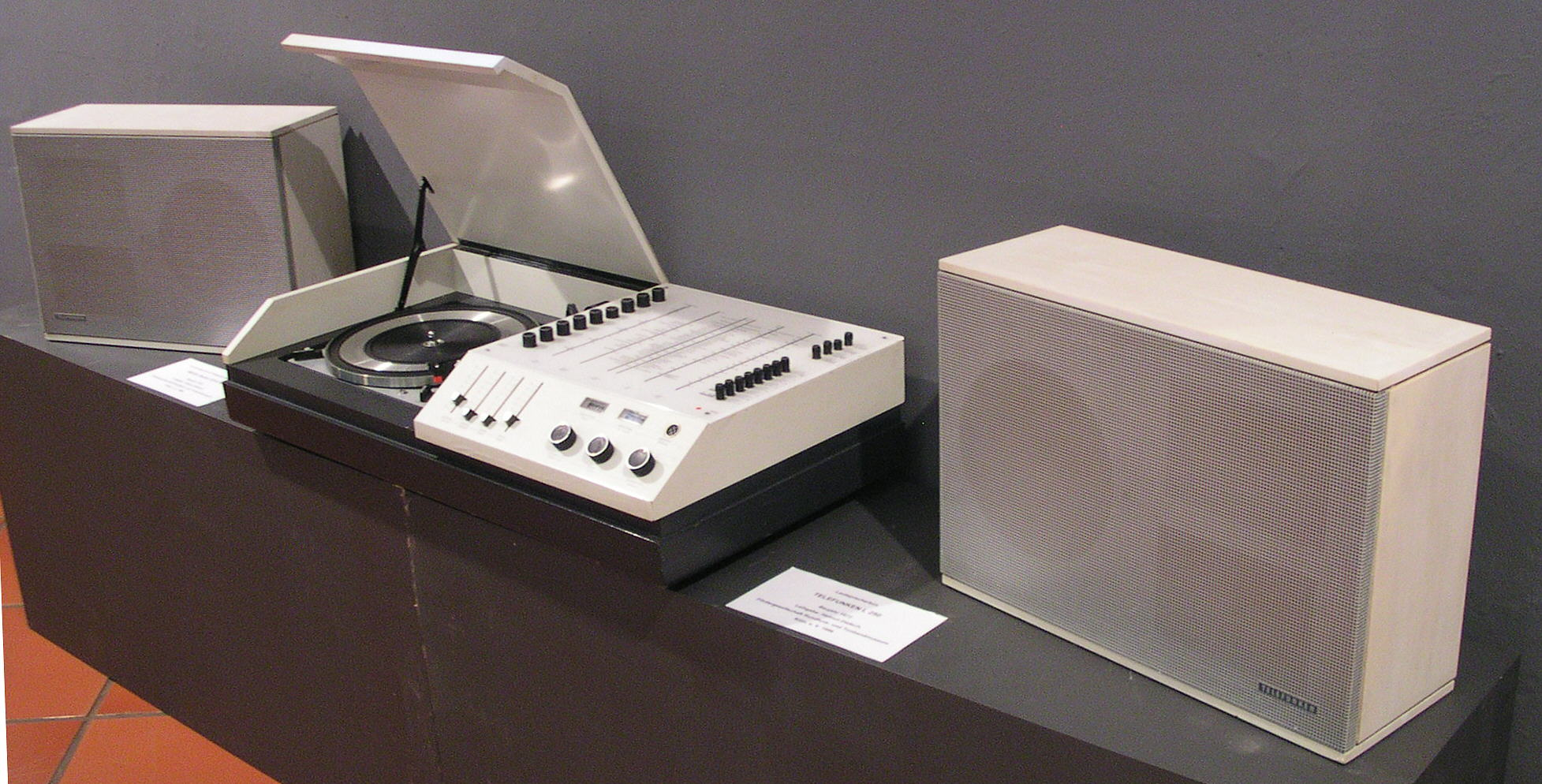
WEGA Studio 3214 HiFi con giradischi Dual 1219 e altoparlanti Telefunken L 250, anno 1972

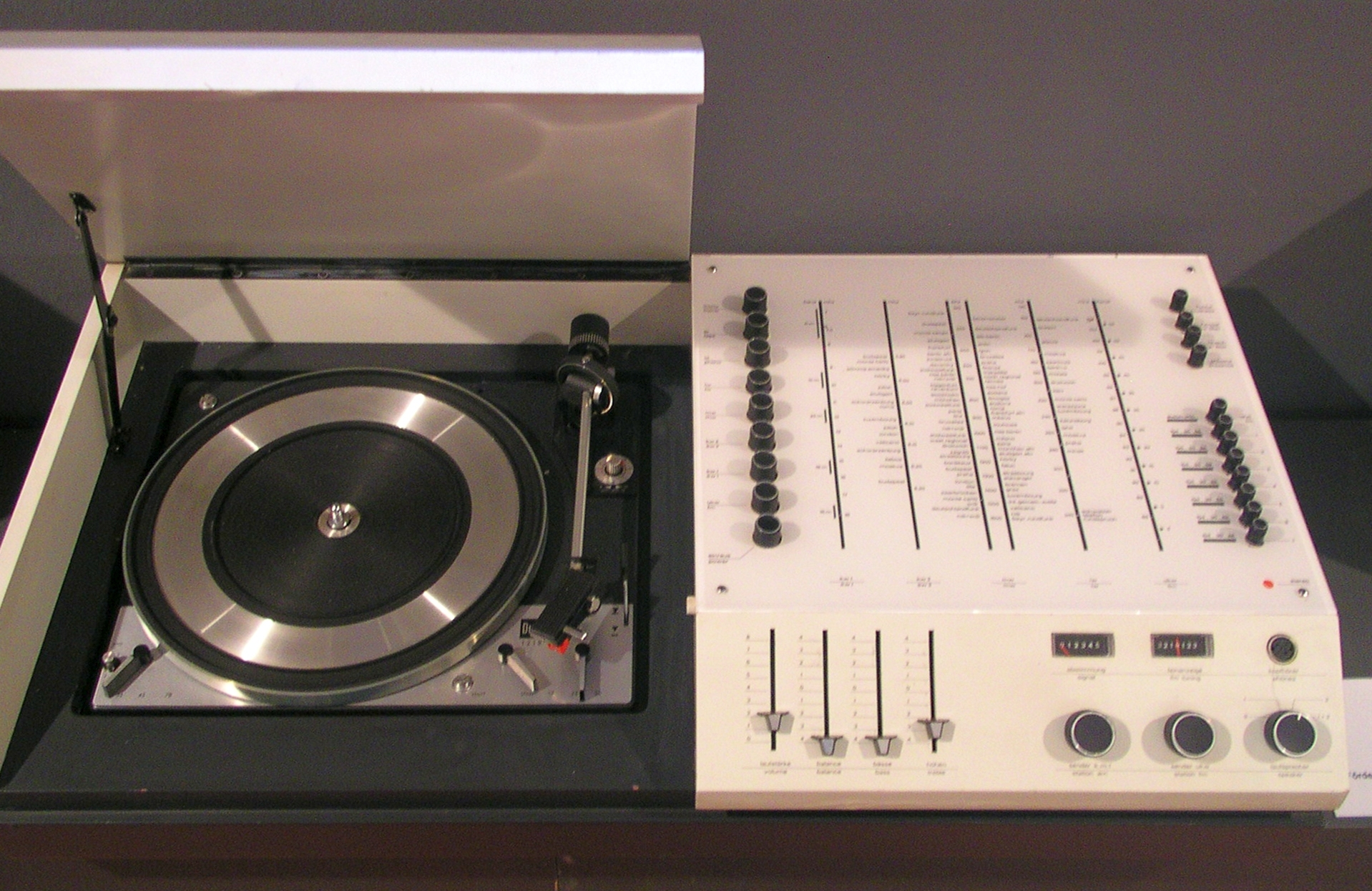
WEGA Studio 3214 dall'alto

Nel 1911 i fratelli si separano. Dopo la prima guerra mondiale, Christian con la sua azienda entra nel mondo della fonografia.
Nel 1927 presenta la combinazione dell'azionamento a molla e del motore elettrico, l’Elektro-Feder-Motor; i giradischi con funzionamento duale „Dual“, divenuto successivamente marchio di fabbrica. Nel gennaio 1933 l'azienda diventa di famiglia con i suoi figli Oskar Steidinger (†1964), Siegfried Steidinger, il primo commerciale il secondo tecnico. Entrano in azienda successivamente Christian jun. (†1963; meccanica e produzione), Richard (†1969, montaggi), Erwin (vendite) e Kurt Anton (acquisti), in ultimo la sorella Otty.
Agli inizi degli anni'50 Dual diventa il primo produttore in Europa di giradischi. A metà anni'50 produce la fonovaligia. Siegfried Steidinger nel 1956 apre una seconda fabbrica a Meßkirch. Nel 1958 una terza a Mönchweiler.
Negli anni'60 Dual presenta il modello 1009, il primo HiFi. Verranno inoltre prodotti giradischi OEM per marchi quali Grundig, SABA, WEGA, Rosita e altri.
La linea prodotti comprendeva:
- Componenti unici [Cx]: giradischi [CS], fonovaligia [p], Tuner [CT], Ricevitore satellitare [CR], Lettore di cassette (C) (dopo il 1982 [CC]), (pre-)amplificatore [CV] e altoparlanti [CL].
- Accessori, come microfoni [MC] e cuffie [HD].
- Sistemi completi [KA] (HS); giradischi con amplificatore e altoparlanti.
- Più tardi con SABA anche VHS-Videoregistratore e lettore CD [CD].

### Perpetuum / Perpetuum-Ebner (1911–1972)
Josef Steidinger e il fratello Christian nel 1911 si separano, Josef fonda una Federlaufwerken scorporata dalla precedente società, chiamandola „Perpetuum Schwarzwälder Federmotoren und Automatenwerke“. Nel 1920 Josef cede al fratello la produzione di grammofoni di Wettbewerb. Alla morte di Josef nel 1925, la Perpetuum viene ereditata dai figli Hermann, Arthur e Hermine. L'azienda „PERPETUUM - Spezialfabrik für Sprechmaschinenlaufwerke, Steidinger & Co. KG, St. Georgen / Schwarzwald“.
Nel 1936, Hermine Steidinger sposa l'inventore e imprenditore Albert Ebner (1891–1956). Chiameranno l'azienda „Perpetuum - Ebner, Fabrik für Feinmechanik und Elektrotechnik, Steidinger & Co. KG“ (PE).
Dopo la seconda guerra mondiale, alla PE negli anni'60 i dipendenti salirono fino a 1.400. Nel 1971 viene acquisita dalla Dual.

### Dual (1982–presente)
Negli anni '70, la concorrenza si fece pesante; i produttori giapponesi si fecero sempre più presenti nel mercato tedesco e europeo. Nel 1982, l'azienda diventa insolvente, si perdono centinaia di posti di lavoro. Dual viene venduta alla francese Thomson, così come Telefunken, SABA e Nordmende e nel 1988 la Schneider Rundfunkwerke AG.
Negli anni '90 la produzione si concentra sulla fornitura per marchi come Rotel e Inkel. Negli anni vengono prodotti anche Tv con il marchio Schneider e Dual e videoregistratori.
Sotto la Schneider Electronics GmbH il marchio Dual (solo per giradischi) viene venduto nel 1994 alla Karstadt AG. Nel 2004 il marchio viene venduto dalla KarstadtQuelle AG alla Linmark Electronics Ltd.. Dal 2004 i prodotti Dual vengono fabbricati in Germania dalla DGC GmbH su licenza della Linmark Electronics Ltd..
Dal luglio 2009, dopo il fallimento della Linmark Electronics Ltd., la DGC GmbH acquisisce il diritto all'uso del marchio Dual.

### Dual Phono GmbH (1993–presente)
La linea di prodotti, così come l'uso del marchio Dual su licenza, fu acquisita nel 1993 dalla Alfred Fehrenbacher GmbH, con sede a St. Georgen. Nel 2002 e nel 2007 la Alfred Fehrenbach GmbH ha rinnovato le licenze d'uso del marchio Dual con i proprietari legittimi.
La Dual Phono GmbH, società sorella della Alfred Fehrenbacher GmbH, produce i giradischi con designazione CS xxx.

## Galleria d'immagini

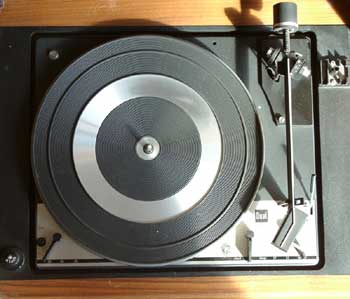
Dual 1215, anni'70
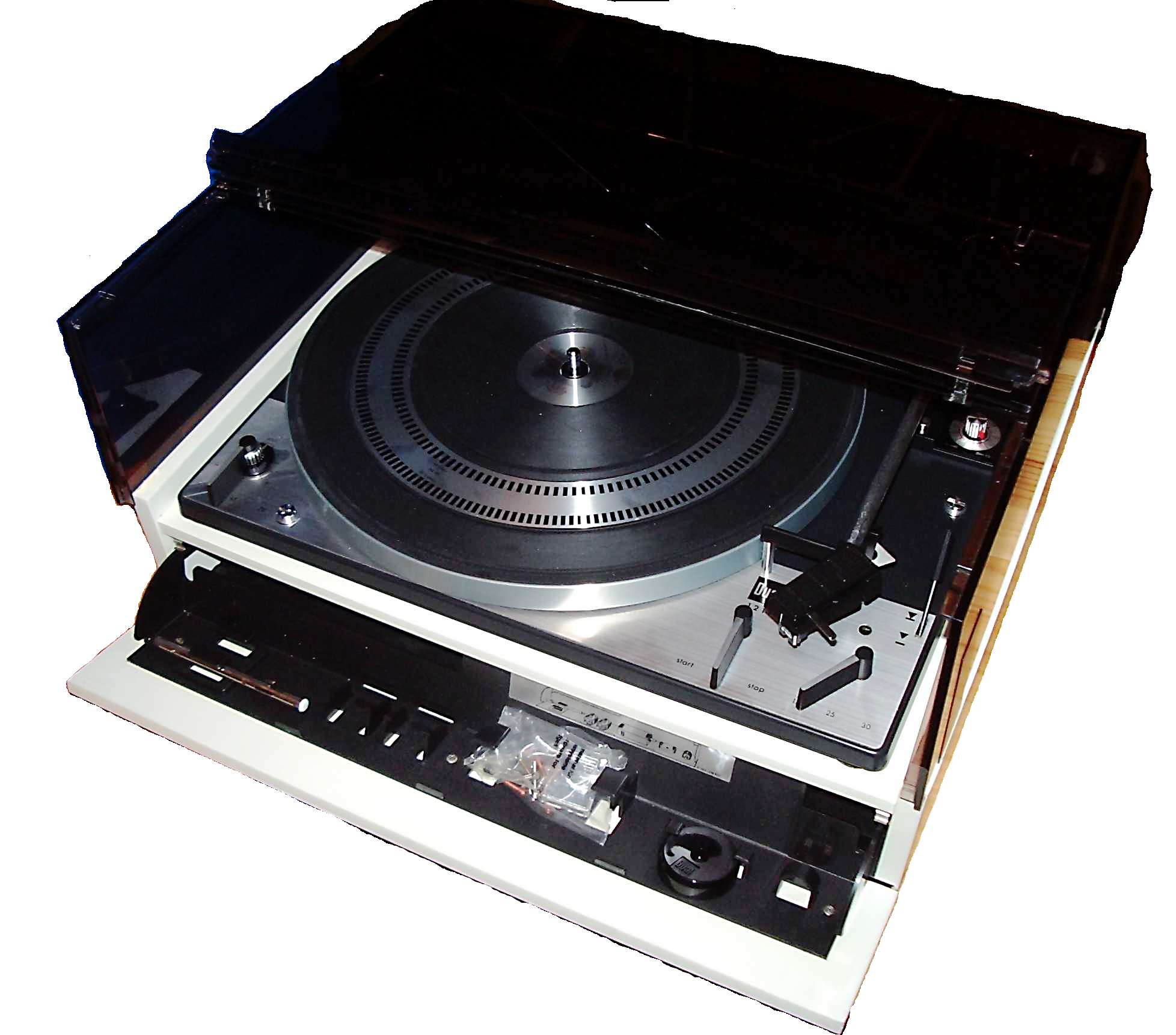
Dual 1219 con caricadischi come accessorio, 1972
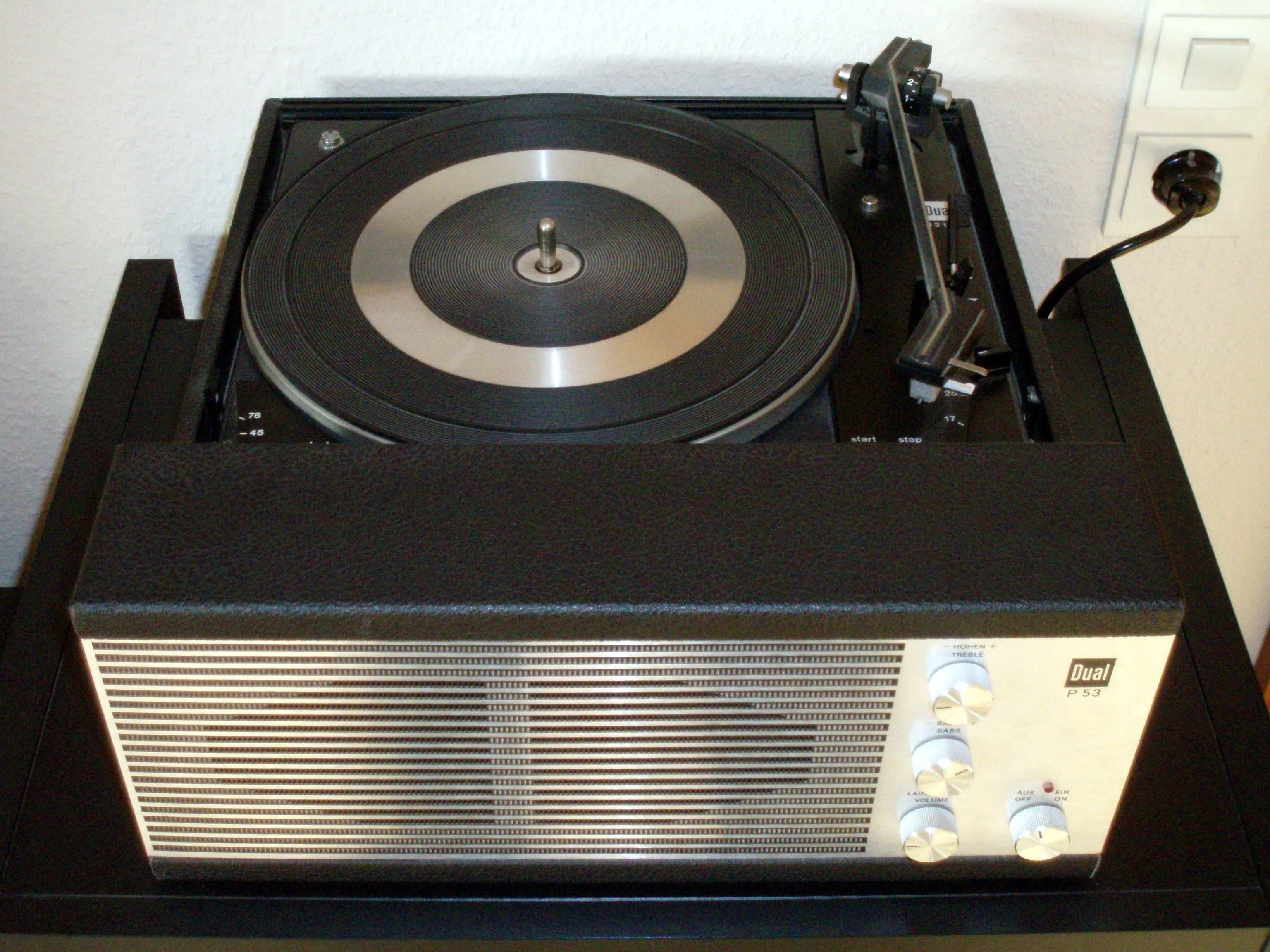
Dual P53 con giradischi 1210
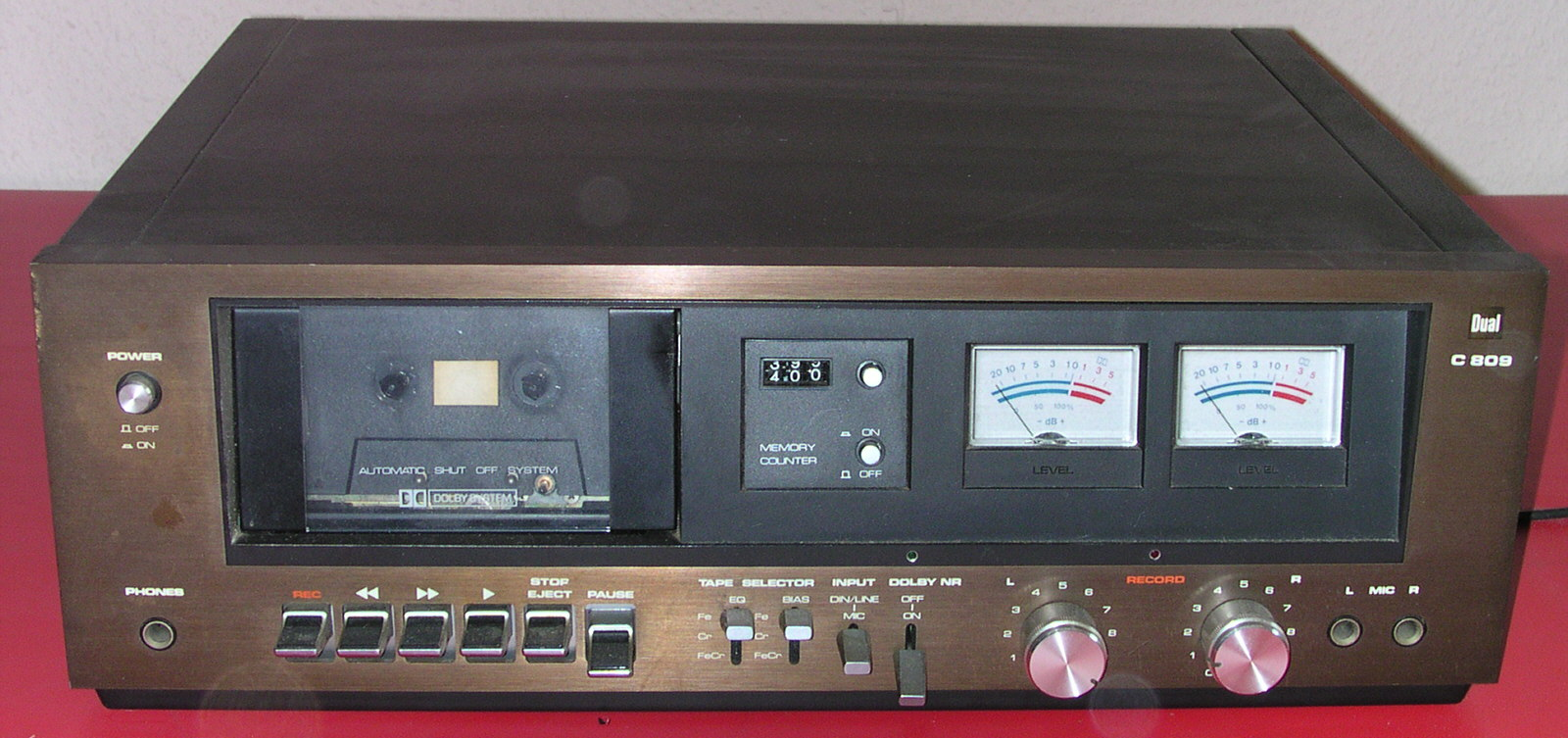
Lettore Compact Cassette C809, 1979